# Bozok Yaylası
Die Bozok Yaylası (auch Bozok-Plateau) ist eine ausgedehnte Plateaulandschaft in der Türkei im östlichen inneranatolischen Hochland im Bogen des mittleren Kızılırmak (sog. „Halys-Bogen“).

## Geologie und Landschaftscharakter
Das Gebiet der Bozok Yaylası ist weitgehend identisch mit der türkischen Provinz Yozgat. Im Westen und Süden wird es in einem großen Bogen vom Rand des Kızrlırmak-Tales umrahmt, die Landschaftsgrenzen im Osten bilden das Massiv des Akdağ und im Norden die Deveci Dağları, die bereits zum Pontischen Gebirgsbereich gezählt werden. Diese Landschaft weist einen sehr einheitlichen Charakter auf, der von weitgespannten Hochflächen bestimmt wird (Höhen um 1200–1400 m) und von Flusstälern kaum und meist nur randlich gestört wird. Das große plutonische Massiv von Kırşehir bestimmt weitgehend Geologie und Morphostruktur des Gebietes. Dieses Massiv, das bereits im Alttertiär über der Meeresoberfläche lag und zeitweise von Seen bedeckt war, erfuhr während der Hebung des gesamten Landes starke Verformungen durch Bruchtektonik, die sich in den Reliefformen des Gebietes widerspiegeln. Bergmassive mit Höhen bis 1700 m beleben das Bild dieser Flachlandschaft, die in den zentralen Teilen durch flache, breite Becken und Strukturstufen gegliedert ist und bei der nur die Ränder durch tief eingeschnittene Täler gekennzeichnet sind.
Zu den vereinzelten Gebirgsstöcken und Höhenzügen, die diese ausgedehnten, ziemlich einheitlichen Lavaplateaus und flachwelligen tertiären Hügelländer innerhalb des Kızılırmakbogens inselartig überragen, zählen neben dem Akdağ (s. o.) von West nach Ost der Beherek Dağı (1497 m), der Kargasekmez Dağı (1627 n), der Kökenes Dağı (1524 m), der Yazır Dağı (1683 m). Sie alle sind Horstschollen des mittelanatolischen Grundgebirges des „Kirşehir-Massivs“ (auch „Halysmasse“) und hauptsächlich aus metamorphen und kristallinen Gesteinen aufgebaut.
Innerhalb der Großlandschaft der Bozok Yaylası lassen sich fünf Teillandschaften abgrenzen:
1. Die Kırıkkale-Keskin-Plateaus, eine mit einem zentralen Becken ausgestattete Hochfläche mit hügelig-kuppigem Landschaftscharakter,
2. die Kırşehir-Kaman-Hochflächen (Nördliches Kappadokien), die von inselbergartigen Gebirgsrücken überragt werden,
3. das untere Delice lrmak-Tal, im Wesentlichen das zentrale Talbecken des Delice,
4. die Yozgat-Plateaus nördlich des Delice-Tales, die die Bozok Yaylasyı im engeren Sinne umfassen und
5. die Boğazlıyan-Bozok-Plateaus, die im Osten vom Akdağ-Massiv begrenzt werden.

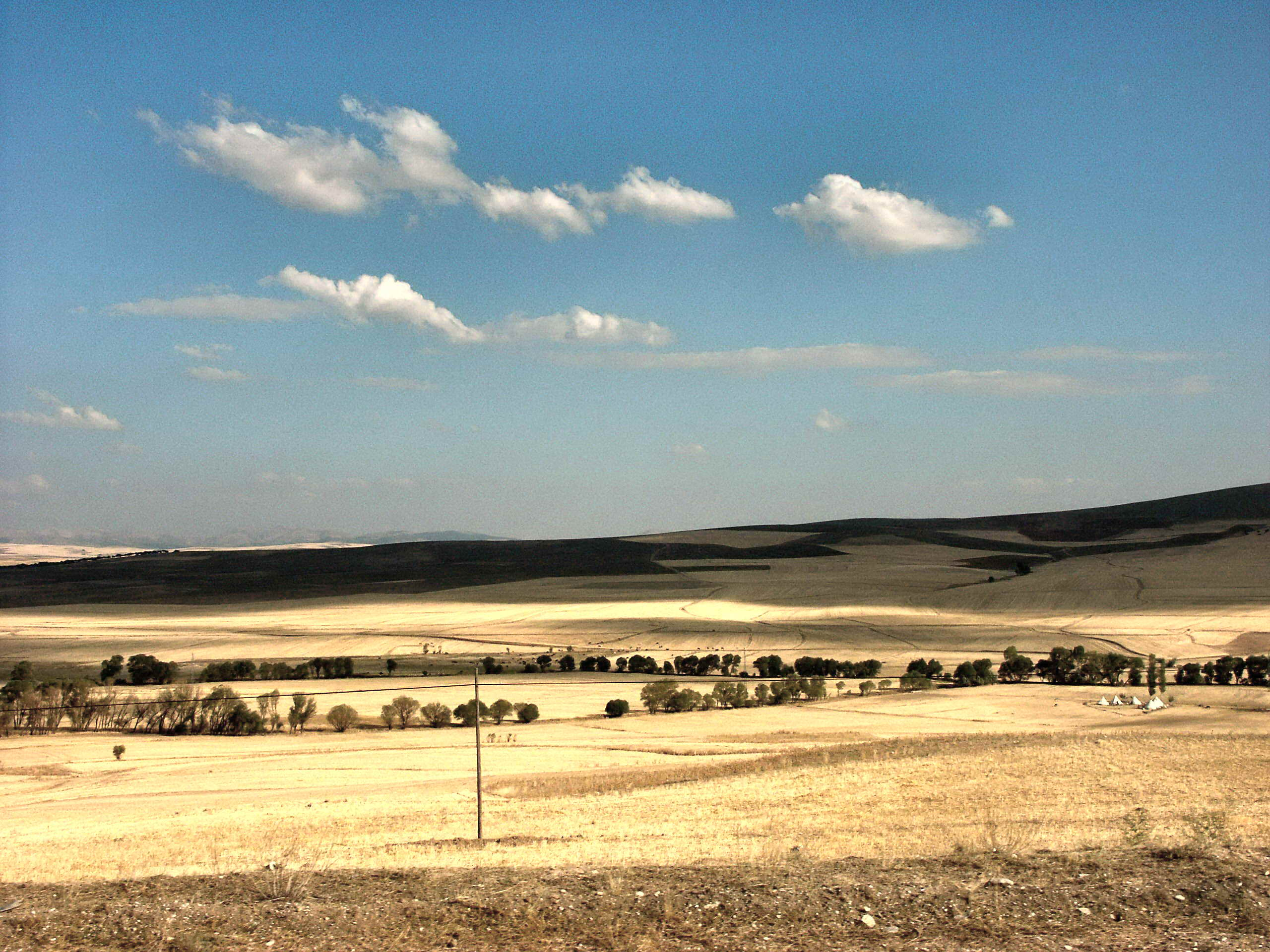
Zwar gehören die Schafherden auf den Bozok-Plateaus noch nicht der Vergangenheit an, aber an die Stelle ehemaliger weitläufiger Weidegebiete sind oft ausgedehnte Getreideflächen getreten.

Die hydrologische Situation wird zum einen vom flachen Becken des Seyfe Gölü bestimmt, im Wesentlichen aber vom Delice Çayı, einem der Haupt-Nebenflüsse des Kızılırmak, der die zentralen Teile des Gebietes durchfließt, mit seinen Zuflüssen Sorgun Deresi, Karacaali Suyu, Kanak suyu, Eğriöz Suyu und Delibaş Çay. Der hoch liegende Grundwasserspiegel in den Talauebereichen bietet sehr günstige Voraussetzungen für die Landwirtschaft. Klima und Vegetation zeigen typische inneranatolische Merkmale mit kalten Wintern und moderat heißen und trockenen Sommern, wobei die Niederschläge zwischen 400 mm und 600 mm im Jahresdurchschnitt bleiben. Die Temperatur liegt in Yozgat z. B. im Jahresdurchschnitt bei 9,0 °C. Jährlich fallen etwa 538 mm Niederschlag.

## Geschichte
Die Niederlage des byzantinischen Kaisers Romanos IV. Diogenes am 26. August 1071 in der Schlacht bei Malazgirt (Manzikert) änderte die politische und demografische Struktur Kleinasiens und erleichterte den Zustrom nomadischer Oghuzen-Stämme nach Anatolien. Besonders Angehörige der Bozok-Oghuzen ließen sich auf den Weidegebieten im heutigen Yozgat-Gebiet, den später Bozok Yaylası genannten Hochflächen, nieder (daher die Bezeichnung Bozok-Plateau). Aus den Tahrir Defterleri (Registerbücher) geht hervor, dass damals 21 der 24 Oghuzen-Stämme nach Anatolien kamen.

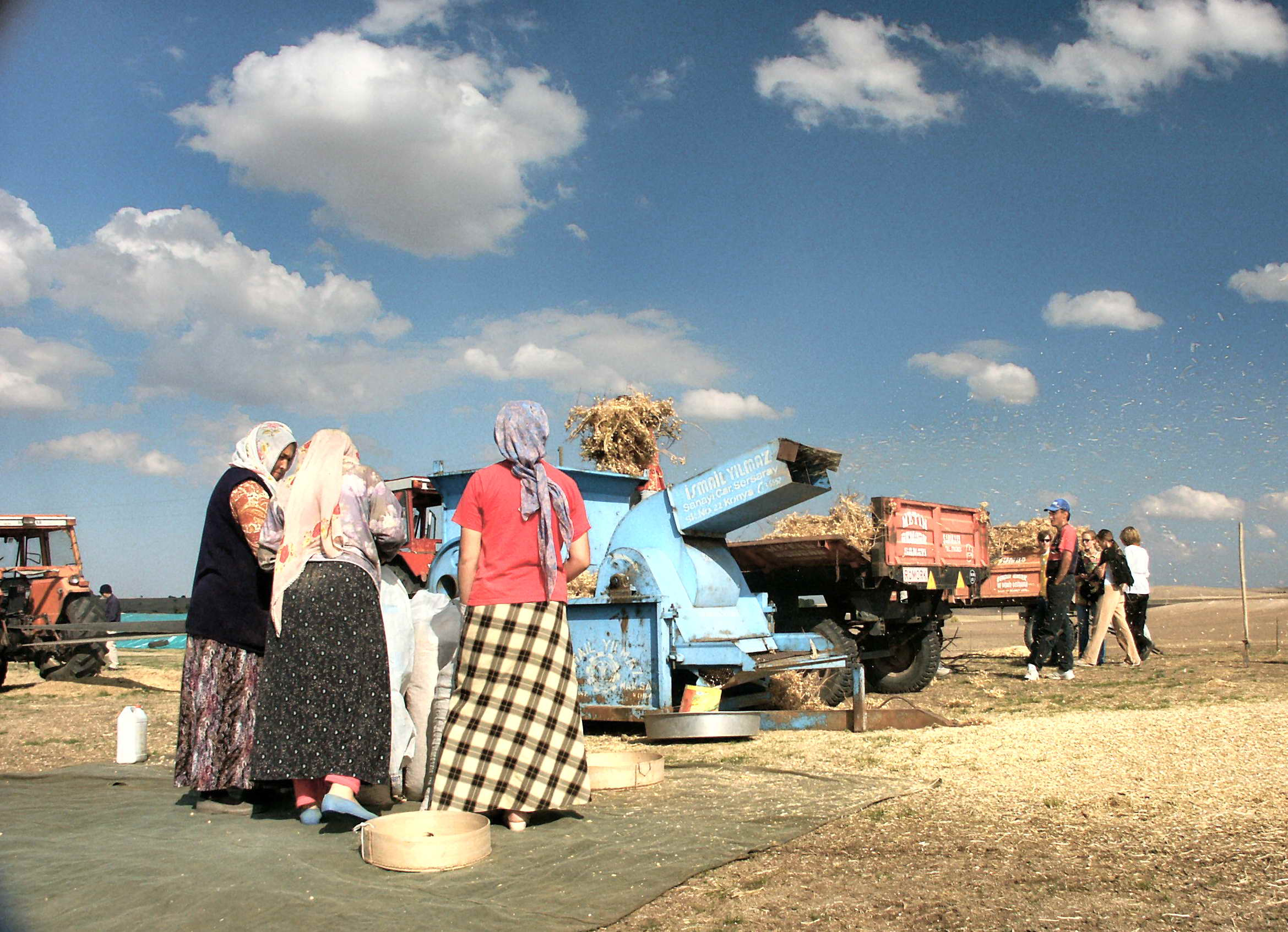
Neben Getreideanbau werden auf den Bozok-Hochflächen im größeren Stil Kichererbsen kultiviert und mit moderner Agrartechnik geerntet.

Als nach der verlorenen Schlacht vom Köse Dağ 1243 Anatolien von den Mongolen besetzt worden war, hatten Besatzungen, innere Unruhen und Thronstreitigkeiten das Reich der Rum-Seldschuken aufgelöst. Während das Land 1256 bis 1308 unter der Herrschaft der Ilchane stand, wanderten schwarztatarische Mongolen (Kara-Tataren) aus Zentralasien nach Anatolien ein und besiedelten die gesamte Region von Sivas bis Kütahya und von Çorum bis Konya – also auch die Bozok-Region. Nach 1381 wurde diese vom Kadı Burhaneddin (Kadi Burhan al-Din Ahmed), Atabeg der Herrscher des anatolischen Beyliks Eretna, erobert. Nach seinem Tod 1398 kam die Bozuk Yaylası unter Yıldırım Bayezid I. an den noch jungen Osmanischen Staat.
Nachdem die turko-mongolische Armee unter Timur Lenk in der Schlacht bei Ankara 1402 die Armee des osmanischen Sultans Bayezid I. besiegt hatte, waren die Kara-Tataren aus der Bozok Yaylası gewaltsam in ihre alte Heimat in Mittelasien umgesiedelt worden. Zentralanatolien war plötzlich leer. Damals litt die Bozok-Region sehr während der Kämpfe zwischen den osmanischen Fürsten um die Macht in Anatolien. Diese Situation nutzten die mit den Osmanen verwandten und verschwägerten Dulkadir-Turkmenen (Dulkadir Oğulları) vom oghusischen Stamm Bayat, Mitglieder des Bozok-Zweigs von Oğuz Eli (heute Oğuzeli, Stadt und Landkreis im Vilayer/İl Gaziantep), die sich in Sivas und Kayseri ausgebreitet hatten, die Region der Bozok Yaylası besetzten und in kurzer Zeit besiedelten. Erst 1408 während der Regierungszeit von Mehmed I. wurde Bozok wieder mit dem Osmanischen Reich verbunden und 1413 die staatliche Souveränität dort gefestigt. Die endgültige Kontrolle wurde allerdings erst 1526 durch Erneuerung der Landzuteilung während der Regierungszeit von Suleiman dem Prächtigen erreicht.
Vom 15. bis zum 17. Jahrhundert bezog sich der Name Bozok nicht auf die Region, sondern auf die dortigen nomadischen Bewohner. Erst später wurde die Bezeichnung „Bozok“ zum Regionsnamen. Seit Beginn des 16. Jahrhunderts war Bozok als Sandschak bekannt und an den Sandschak Sivas angeschlossen. Im 16. Jahrhundert, während der Regierungszeit von Suleiman dem Prächtigen, war Yozgat ein kleines Dorf im Baltı-Distrikt des Bozok Sandschaks. Damals bestand die Masse der Bevölkerung dort aus Nomaden. Es ist bekannt, dass es nur kleine Dörfer und einige Unterbezirke gab. Die Gründung und Entwicklung der heutigen Provinz Yozgat erfolgt erst spät, und zwar als einzige Provinz, die erst in der osmanischen Zeit entstand.

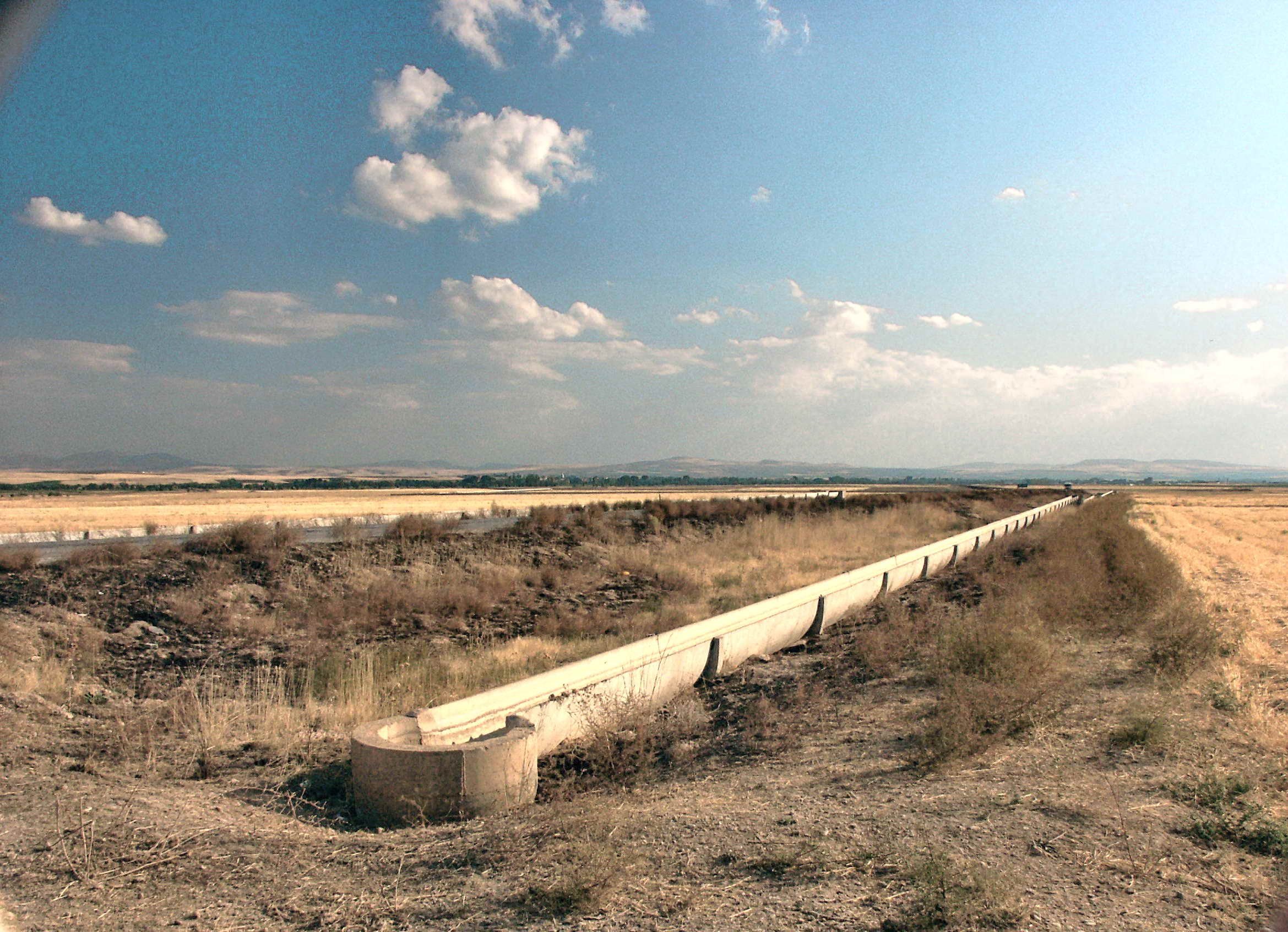
Moderne Bewässerungsanlagen, wie hier bei Boğazlıyan, sind für den Anbau von Sonderkulturen, wie z. B. von Zuckerrüben, auch auf der Bozok Yaylası inzwischen unerlässlich geworden.

Obwohl durch die Region Bozok wichtige Karawanen- und Handelswege verliefen, unter anderem von Kayseri und Kırşehir nach Amasya, gab es damals nur zwei Siedlungen, die als städtische Zentren am geeignetsten erschienen, die Burg Muşallim Kalesi (Dorf Çalışkanlar bei Akdağmadeni) und der Herrensitz Zeviye Emirce Sultan (Osmanpaşa Tekke bei Keçikıran aus dem 16. Jahrhundert). Als aber Ende des 17. Jahrhunderts die Capanoğulları der turkmenischen Mamalu-Stämme durch den Staat in Bozok angesiedelt wurden und sich im heutigen Yozgat niederließen, verloren Muşallim Kalesi und Emirce Sultan Zeviye ihre Chance auf Aufwertung zum regionalen Zentrum. 1728 wurde Ahmet Ağa, einer der Çapanoğulları, einer Familie, die im 18. und 19. Jahrhundert Zentralanatolien beherrschte, zum Verwalter von Bozok ernannt, 1732 zum Treuhänder der Turkmenen befördert und 1741 zum Gouverneur von Bozok. Große Anerkennung erlangte er 1755, als er während des damaligen Fleischmangels Schafherden von der Bozok Yaylası nach Istanbul schickte.

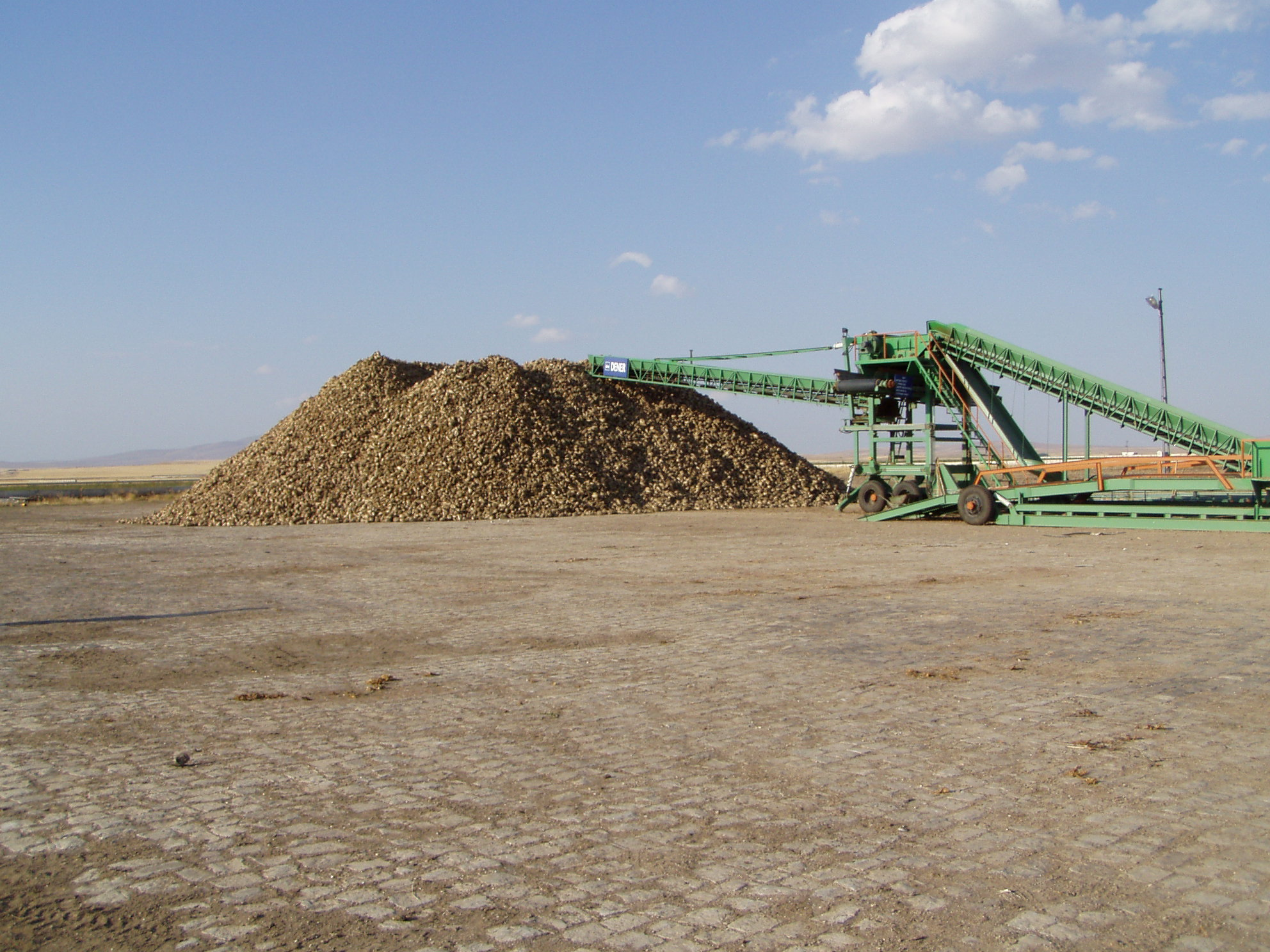
An vielen Plätzen auf der Bozok Yaylası stößt man auf Zuckerrüben-Sammelstellen für die moderne Zuckerfabrik in Boğazlıyan.

In vielen nomadischen Herrschafts- und Weidegebieten stellten erste Ansiedlungen in Form von halbfesten Dörfern oft die Keimzellen für spätere feste, oft sogar städtische Siedlungen. So gründete der Turkmenenanführer Ahmet Paşa aus der Familie der Çapanoğulları 1746 im Sommerweidegebiet (Yayla) der Ekrad-i Lek (Kurden von Lek) auf der Hochfläche der Bozok Yaylası eine erste Ansiedlung in Form eines saisonal bewohnten Dorfes mit einer Art Residenz (1822 abgebrannt), als Keimzelle für die spätere Dauersiedlung Yozgat, aus der sich unter dessen Sohn Süleyman Bey, der dort griechische und armenische Kolonisten ansiedelte, schnell eine städtische Siedlung entwickeln konnte. 1836 gab es an der Stelle des heutigen Provinzzentrums Yozgat bereits eine Stadt mit Lehmhäusern. Ein Teil des Baumaterials stammte aus dem nahegelegenen Tavium. 1858 hatte der Ort bereits etwa 15 000 Einwohner.
In den letzten Jahrzehnten hat sich das Bild der Kulturlandschaft der Bozok Yaylası deutlich gewandelt: Zwar gehören die Schafherden auf den Bozok-Plateaus noch nicht gänzlich der Vergangenheit an, aber an die Stelle ehemaliger weitläufiger Weidegebiete sind oft ausgedehnte Getreideflächen getreten. Neben Getreideanbau werden auf den Bozok-Hochflächen im größeren Stil auch Kichererbsen kultiviert und mit zeitgemäßer Agrartechnik geerntet. Darüber hinaus sind moderne Bewässerungsanlagen für den Anbau von Sonderkulturen, wie z. B. von Zuckerrüben, auch auf der Bozok Yaylası inzwischen unerlässlich geworden. Allein für die Region Boğazlıyan sorgt das Staats-Wasserbauamt (DSI) mit dem Bau des 16 Mio. m³ fassenden Oğulcuk-Damms seit 2019 für die Bewässerung von 1,8 Mio. ha landwirtschaftlicher Nutzflächen. An vielen Plätzen auf der Bozok Yaylası stößt man auf Zuckerrüben-Sammelstellen für die neue Zuckerfabrik in Boğazlıyan, die dort seit 2006 mit modernen Maschinen und fortschrittlicher Technologie betrieben wird.